# Абалян, Искуи Мириковна
Искуи Мириковна Абалян (род. 23 декабря 1970, Фрунзе, Киргизская ССР) — белорусская поп-певица армянского происхождения. Заслуженная артистка Республики Беларусь (2018), Посол доброй воли Управления Верховного комиссара ООН по делам беженцев (УВКБ ООН).

## Биография
Искуи родилась 23 декабря 1970 года в Бишкеке, Киргизия.
C двух лет живёт в России, в Смоленске. В детстве обучалась в музыкальной школе (им. Глинки) по классу фортепиано.
В 1986 году окончила смоленское музыкальное училище по классу теория музыки;
далее — белорусская Академия музыки — хоровое дирижирования.
Свою карьеру Искуи начала в 1996 году с победы в Национальном музыкальном конкурсе «Зорная ростань». Став его победителем, Искуи получила путёвку на Международный конкурс молодых исполнителей «Славянский базар — 96».
После этого Искуи представила Беларусь на музыкальном конкурсе «Вильнюс-96», где стала обладательницей Третьей премии и Приза зрительских симпатий.
Участие в фестивалях Искуи продолжила в рамках «Памуккале-97» в Турции, конкурс принёс исполнительнице диплом FIDOF «За большой творческий потенциал», приз вручал президент FIDOF Армандо Морено.
На фестивале «Золотой Шлягер-97» Искуи Абалян завоевала Гран-при и Приз зрительских симпатий.
Завершающим этапом в конкурсном периоде Искуи стало участие в конкурсе «Discovery-98» в Болгарии, где ей вручили Первую премию.
В 1999 году Искуи впервые стала мамой, родив девочку.
С 2004 года Искуи живёт в Минске, где регулярно участвует в различных музпроектах.
2014 год стал для Искуи периодом изменений в личной жизни: певица во второй раз вышла замуж и через год родила вторую дочку.
В ноябре 2018 года Президентом Республики Беларусь был подписан указ о присуждении ей звания «Заслуженный артист Республики Беларусь».

## Творчество
На волне успеха певица серьёзно занялась формированием репертуара и созданием своего коллектива.
«Очень многое зависит от того, какие люди находятся рядом. Я безумно рада, что со мной работают единомышленники и мы двигаемся к успеху вместе.» — говорит Искуи.
В 2000 году выходит её первая концертная программа «Разноцветные сны», а в 2002 году — концертная программа «Вечная Весна».
С 2004 года регулярно участвует в проектах «На перекрёстках Европы», «Хит-момент», «Песня года Беларуси», «Серебряный граммофон», также в фестивалях «Молодечно», «Славянский базар в Витебске», «Золотой шлягер в Могилёве».
В 2006 году состоялся[прояснить] третий сольный проект Искуи «Другая жизнь».
13 февраля 2007 состоялся авторский проект «Это просто любовь», приуроченный ко Дню святого Валентина, в котором принимают участие лучшие исполнители Белоруссии.
13 февраля 2008 — очередной авторский проект «14 свиданий», ставший традиционным проектом для белорусского зрителя.
2009 — очередной проект ко Дню Св. Валентина «Любовь правит миром»
2010 — традиционное шоу «Гороскоп любви»
23 ноября 2011 — юбилейный концерт и презентация пластинки «Золото», посвящённые 15-летию  творческой карьеры.
2015 — выход клипа «Геометрия любви»
В 2016 году певица Искуи Абалян отметила двадцатилетие сценической карьеры в компании поклонников и коллег на сцене Дворца Республики в юбилейной программе «Геометрия чувств».
В 2017 году в продажу выходит новая пластинка певицы «Геометрия чувств».
В феврале 2019 года представила новый творческий проект певицы «Пароли любви», который стал одной из традиций современной белорусской музыкальной сцены. Проект прошёл при поддержке телеканала ОНТ и радиостанции «Центр FM».
В 2020 году представила музыкальный концерт-проект «13 оттенков любви», посвященный Дню святого Валентина при поддержке телеканала ОНТ и Народного радио.
с 2020 года Искуи Абалян  не имеет возможности выступать на массовых мероприятиях или присутствовать в теле- и радиоэфирах, организовывать собственные концерты и даже выступать на частных мероприятиях, потому что выступила против насилия в Беларуси.
В 2021 году, несмотря на политическую обстановку в Беларуси, ежегодный проект Искуи Абалян ко Дню святого Валентина состоялся в онлайн-формате без трансляции на государственных телеканалах. Концерт назывался «Любовь никто не отменял», премьера которого состоялся на платформе YouTube.

## Дискография
- «Другая жизнь» 2007
- «Золото» 2011
- «Геометрия любви» 2017

## Клипы
- «Эскиз» (1998, режиссёр — Анатолий Вечер)
- «Ночные дожди» (2000, режиссёр — Анатолий Вечер)
- «Другая жизнь» (режиссёр — Александр Бутор) 2005
- « Геометрия чувств» (режиссёр — Юрий Добров) 2015
- « Ты моя собственность» (режиссёр — Александр Сюткин) 2017

## Награды
- Победитель национального телеконкурса «Зорная ростань» (Минск, 1996),
- Дипломант Международного конкурса молодых исполнителей «Славянский базар — 96».
- Лауреат 3 премии и приза зрительских симпатий Международного конкурса молодых исполнителей «Vilnius 1996»
- Обладатель Гран-при конкурса молодых исполнителей на фестивале «Золотой шлягер 1997»
- Лауреат 1 премии Международного конкурса песни «Discovery 1998» (Болгария)
- Обладатель диплома FIDOF за значительный творческий потенциал на конкурсе «Pamukkale» (Памуккале, Турция, 1997)
- «Телепортация-2005» в номинации «Дуэт года» (совместно с Алексндром Патлисом)[9]
- Почётная грамота Национального собрания Республики Беларусь (31 марта 2006 года) — за значительный вклад в подготовку кадров работников отрасли культуры, постановку многочисленных высокопрофессиональных праздничных мероприятий[10]
- Медаль «За трудовые заслуги» (10 января 2014 года)[11][12]
- Заслуженная артистка Республики Беларусь (2018)